# 中条あゆみ
もしかして
- 中条あやみ

ではありませんか？